# Geldagan
Geldagan (tschetschenisch und russisch Гелдаган, auch Geldagana, Гелдагана) ist ein Dorf (selo) in der Republik Tschetschenien in Russland mit 12.350 Einwohnern (Stand 14. Oktober 2010).

## Geographie

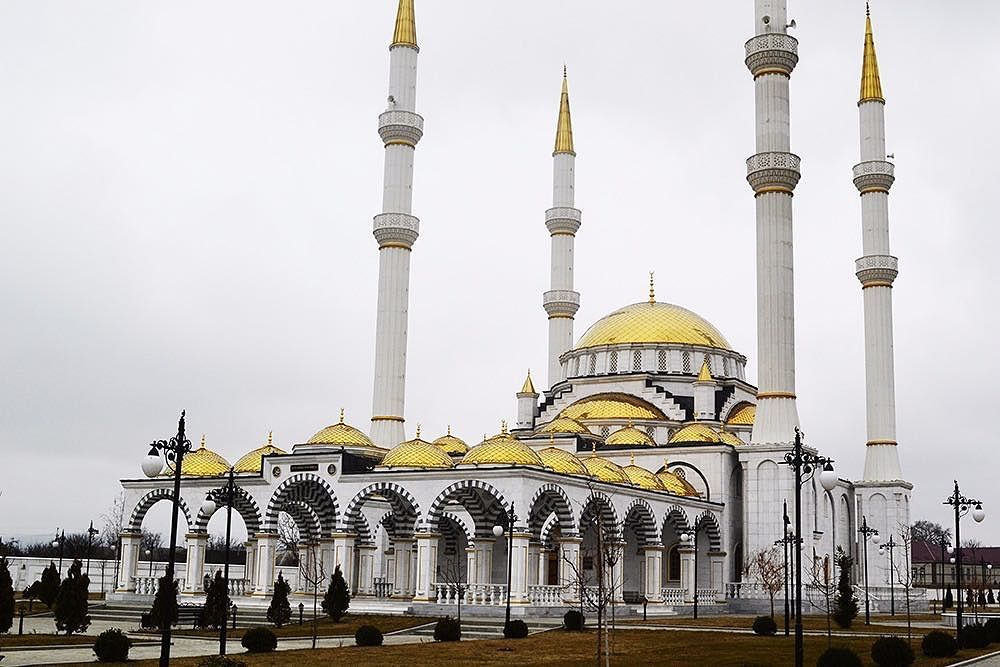
Moschee in Geldagan (eröffnet 2011)

Der Ort liegt im nordöstlichen Randgebiet des Großen Kaukasus etwa 30 km Luftlinie ostsüdöstlich der Republikhauptstadt Grosny am Flüsschen Achko, das über Gudermes/Belaja der Sunscha zufließt.
Geldagan gehört zum Rajon Kurtschalojewski und befindet sich etwa 4 km westnordwestlich von dessen Verwaltungszentrum Kurtschaloi. Das Dorf ist Sitz und einzige Ortschaft der Landgemeinde Geldaganskoje selskoje posselenije.

## Geschichte
Erstmals erwähnt wurde der Ort während des Kaukasuskrieges von 1817 bis 1864 im Zusammenhang mit der Einnahme der tschetschenischen Aule Geldygen und Awtury (7 km südlich) durch russische Truppen am 6./7. Januar 1852. Nach der Deportation der tschetschenischen Bevölkerung des Gebietes 1944 erhielt das Dorf den russischen Namen Nowaja Schisn („Neues Leben“), den es bis Anfang der 1990er-Jahre behielt, als der alte Name in der heutigen Form, näher zur tschetschenischen, wiederhergestellt wurde.

### Bevölkerungsentwicklung
| Jahr | Einwohner |
| ---- | --------- |
| 1970 | 3.575     |
| 2002 | 11.875    |
| 2010 | 12.350    |

Anmerkung: Volkszählungsdaten

## Verkehr
Geldagan liegt an der 38 km langen Regionalstraße, die bei Mesker-Jurt südöstlich von Argun, wo sich auch die nächstgelegene Bahnstation befindet, von der dem Kaukasusnordrand folgenden föderalen Fernstraße R217 Kawkas (ehemals M29) abzweigt und über Zozin-Jurt – Geldagan – Kurtschaloi – Mairtup nach Oischara führt, wo wieder die R217 erreicht wird.